# Gris-Gris (album)
Gris-Gris è un l'album di debutto di Dr. John, pubblicato nel 1968 dalla Atco Records.

## Antefatti
Prima di registrare Gris-Gris, Malcolm John Rebennack, meglio conosciuto come Dr. John, aveva coltivato numerose esperienze come cantautore, produttore e turnista a New Orleans. A causa di problemi legali, Rebennack si trasferì a Los Angeles nel 1965, entrando in contatto con un gruppo di altri musicisti concittadini. Rebennack continuò a registrare con vari musicisti pop e rock.

## Composizione e registrazione
Rebennack desiderava realizzare un album in cui confluissero le espressioni sonore tradizionali di New Orleans. Il soprannome scelto per registrare il disco, Dr. John, è ispirato a quello di Dr. John Montaine, un afroamericano che affermava di essere un potentato africano. Rebennack originariamente voleva che il leader della band "Dr. John" fosse il cantante Ronnie Barron, anch'egli proveniente da New Orleans. Tuttavia, su consiglio di Don Costa, Rebennack decise di assumere il ruolo del Dr. John.
Gris-Gris venne registrato ai Gold Star Studios di Los Angeles. Venne pubblicato il 22 gennaio 1968.

## Accoglienza
L'album è stato accolto molto positivamente da critici e specialisti ed è entrato nella lista dei 500 migliori album di sempre di Rolling Stone.

## Tracce
1. Gris-Gris Gumbo Ya Ya – 5:36
2. Danse Kalinda Ba Doom – 3:39
3. Mama Roux – 2:59
4. Danse Fambeaux – 4:56
5. Croker Courtbullion – 6:00
6. Jump Sturdy – 2:20
7. I Walk on Guilded Splinters – 7:37

## Formazione
- Dr. John – voce, tastiera, percussioni
- Dr. Battiste – basso, clarinetto, percussioni
- Richard "Dr. Ditmus" Washington – percussioni
- "Senator" Bob West – basso
- "Dr." John Boudreaux – batteria
- "Governor" Plas Johnson – sassofono
- "Dr." Lonnie Boulden – flauto
- "Dr." Steve Mann – chitarra, banjo
- "Dr." McLean – chitarra, mandolino
- Mo "Dido" Pedido – conga
- Dave Dixon, –voce, percussioni
- Jessie Hill, – voce, percussioni
- Ronnie Barron – voce, percussioni
- Joni Jonz – voce
- Prince Ella Johnson – voce
- Shirley Goodman – voce
- Sonny Ray Durden – voce
- Tami Lynn – voce